# Giacomo Cattani
Pour les articles homonymes, voir Cattani.
Giacomo Cattani (né le 23 janvier 1823 à Brisighella, dans l'actuelle province de Ravenne, en Émilie-Romagne, alors dans les États pontificaux et mort le 14 février 1887 à Ravenne) est un cardinal italien du XIXe siècle. 

## Biographie
Giacomo Cattani est nommé archevêque titulaire d'Ancyre (de) en 1868, est consacré par Costantino Patrizi Naro avec comme co-consécrateurs Pietro de Villanova Castellacci (de) et Antonio Rossi Vaccari (de), et est envoyé comme nonce apostolique en Belgique (en) et en Espagne. Il est secrétaire de la Congrégation du Concile de 1875 à 1879. 
Le pape Léon XIII le crée cardinal lors du consistoire du 19 septembre 1879.

## Succession apostolique
Giacomo Cattani a ordonné les évêques suivants :
- Évêque Edmond Hyacinthe Theodore Joseph Dumont (1873)
- Patriarche José Moreno Mazón (es) (1877)
- Évêque José Proceso Pozuelo y Herrero (es) (1878)
- Évêque Ramon Fernandez de Pierola (eu) (1879)